# Neurotic Outsiders
Neurotic Outsiders war eine im Jahre 1995 gegründete Rockband, welche sich aus Mitgliedern verschiedener bekannter Gruppen zusammensetzte.
- Steve Jones, Gitarre und Gesang – früher Sex Pistols
- Duff McKagan, Gitarre und Gesang – früher Guns N’ Roses, heute Velvet Revolver
- Matt Sorum, Schlagzeug und Gesang – früher Guns N’ Roses, heute Velvet Revolver
- John Taylor, Bass und Gesang – zudem Bassist bei Duran Duran

Musikalisch wird ihre Musik als Rock ’n’ Roll mit Punk-Einflüssen eingeordnet. 1996 spielten die Neurotic Outsiders einige Konzerte, um ihr Album zu promoten. Ihr erstes Konzert fand am 16. September 1996 im Electric Ballroom in Tempe, Arizona statt. Am 18. September spielten sie in Los Angeles im Whiskey-A-Go-Go. Es folgten fünf Konzerte in Europa (Paris, München, London, Hamburg, Köln). Zwischenzeitlich war auch von einer größeren Tour der Band die Rede gewesen, als jedoch Gerüchte aufkamen, dass Jones’ Gruppe Sex Pistols sich wieder zusammenfinden würden, wurde dieser Plan fallen gelassen. Im April 1999 kam die Band nochmals für drei Konzerte im Viper Room in West Hollywood zusammen.
Das Set der Neurotic Outsiders bestand vorwiegend aus Titeln ihres eigenen Albums sowie aus Coverversionen von Songs aus dem Repertoire der Ex-Bands der Mitglieder. Eine typische Setlist war:
1. Planet Earth (Duran Duran cover)
2. Nasty Ho
3. Good News
4. Always Wrong
5. Angelina
6. Silly Thing (Sex Pistols cover)
7. Better Way
8. Feelings Are Good
9. Raw Power (Iggy and The Stooges cover)
10. Revolution
11. Union
12. Black Leather (Sex Pistols cover)
13. Jerk
14. Six Feet Under
15. Join the Professionals (The Professionals cover)
16. New Rose (The Damned cover)
17. Bodies (Sex Pistols cover)

## Diskografie
- Jerk (1996) – EP
- Neurotic Outsiders (1996) – Album
- Angelina (1997) – EP